# Roman (město)
Roman (bulharsky Роман) je město ležící v severozápadním Bulharsku, v západním Předbalkánu, v údolí Iskăru, na jeho soutoku s řekou Malki Iskăr. Město je správním střediskem stejnojmenné obštiny a má přibližně 2 500 obyvatel.

## Historie
Místo bylo prokzatelně osídleno Římany. Jak dokládají četné archeologiecké nálezy, tehdy vzkvétalo. Patrně v oné době vznikla zdejší pevnost (bulharsky Романова крепост, Romanova krepost). Poté, co oblast ovládla Osmanská říše, přešel název na blízkou dědinu a zkrátil se na Roman. První písemná zmínka o sídle pochází z osmanského berního soupisu z roku 1430.
Vesnice byla osvobozena za rusko-turecké války 27. listopadu 1877 a záhy se stala součástí Bulharského knížectví. Ve vsi byla následně postavena škola, zdravotní středisko a knihovna. Hospodářský rozvoj nastal s výstavbou trati Sofie-Roman, která byla zprovozněna v roce 1897. V roce 1899 byl uveden do provozu následující úsek Roman-Pleven. Železnice způsobila příliv obyvatel z blízkého i vzdálenějšího okolí. Obec byla povýšena na město v roce 1974.

## Obyvatelstvo
Ve městě žije 2 793 obyvatel a je zde trvale hlášeno 3 110 obyvatel. Podle sčítání 1. února 2011 bylo národnostní složení následující:
- Bulhaři: 838 (74.6 %)
- Romové: 255 (22.7 %)
- Turci: 4 (0.4 %)
- ostatní: 27 (2.4 %)